# Гіцкірх
Гіцкірх (нім. Hitzkirch) — громада  в Швейцарії в кантоні Люцерн, виборчий округ Гохдорф.

## Географія
Громада розташована на відстані близько 70 км на північний схід від Берна, 20 км на північ від Люцерна.
Гіцкірх має площу 27,6 км², з яких на 9,8% дозволяється будівництво (житлове та будівництво доріг), 65,7% використовуються в сільськогосподарських цілях, 24% зайнято лісами, 0,4% не є продуктивними (річки, льодовики або гори).

## Демографія
2019 року в громаді мешкало 5858 осіб (+15% порівняно з 2010 роком), іноземців було 15,7%. Густота населення становила 212 осіб/км².
За віковим діапазоном населення розподілялося таким чином: 22,7% — особи молодші 20 років, 61,6% — особи у віці 20—64 років, 15,8% — особи у віці 65 років та старші. Було 2231 помешкань (у середньому 2,6 особи в помешканні).
Із загальної кількості 2958 працюючих 452 було зайнятих в первинному секторі, 1103 — в обробній промисловості, 1403 — в галузі послуг.